# Alltmawr
Alltmawr é uma vila na comunidade de Errwd, Powys, Gales. Está a 71 km de Cardife e a 232 km de Londres. A Igreja de St. Mauritius em Alltmawr é contada como sendo uma das menores do País de Gales.